# ゴッド・オブ・ウォー (2018)
『ゴッド・オブ・ウォー』 (GOD OF WAR) は、2018年4月20日にソニー・インタラクティブエンタテインメントよりPlayStation 4向けに発売されたコンピュータゲームソフト。略称は『GoW』。Microsoft Windows向けのPC版は2022年1月15日に発売された。

## 概要
ゴッド・オブ・ウォーシリーズの作品だが、『ゴッド・オブ・ウォーIII』でギリシア神話の神々との戦いを描いた三部作は完結したため、本作は舞台やストーリーを一新した新たな物語の1作目となっている。物語自体は本作のみで一つの区切りがついているが、北欧神話の主神であるオーディンや、雷神トールは名前が言及されるものの直接登場はせず、最終戦争である「ラグナロク」の到来が近いことを示唆しつつ終わっている。
リメイクやリマスターではなく、ストーリーやゲームシステムを一新したリブートに近い完全新作だが、北欧を舞台にした新たな物語ということで、ナンバリングを無くし、タイトルもシンプルに『ゴッド・オブ・ウォー』としている。
2022年に続編となる『ゴッド・オブ・ウォー ラグナロク』が発売された。

## ストーリー
序盤
ギリシャの神々への復讐を果たしたクレイトスは、北欧の地へと流れ着き、そこで新たな家庭を築き、平和な日々を送っていた。しかし突然、最愛の妻フェイを亡くしてしまう。
彼女を火葬にした直後、オーディンの息子の一人でアース神族の光明神 バルドルが襲撃してくる。バルドルは痛みを感じない肉体であり、クレイトスを上回る戦闘力を見せ、何度トドメを刺しても復活してくる不死身の強さを持っていたが、死闘の末になんとか退ける。
亡き妻フェイの「自身の遺灰を、九界で一番高い山の山頂から撒いてほしい」という遺言を果たすため、クレイトスは幼い息子 アトレウスと共に旅に出る。
中盤
各地を放浪している鍛冶師のフルドラ兄弟(シンドリとブロック)や、森の魔女 フレイヤの協力を得て、クレイトス親子は九界を旅していく。寡黙な戦士であるクレイトスに、幼いアトレウスは反抗的な態度を取るようになるが、苛烈な戦いを通して次第に父親の想いを察するようになっていく。
かつてはオーディンの助言者であり自らを“知の巨人”と呼ぶミーミルは、現在は“万能の父”たるオーディンを裏切った疑いで罰を受ける身となっていた。クレイトスはミズガルズの最高峰には達したものの、この世の最高峰には到達していないとミーミルは告げ、ふたりの真の目的地である｢ヨトゥンヘイム｣へと続く道はすべて塞がれていると告げる。
ミーミルは別の道を示すべく、クレイトスに自らの首を切り落とさせ、その首を森の魔女の力によって蘇生させることで、オーディンの支配から逃れられて2人の旅に同行することになる。
終盤
バルドルとの決戦を強いられるが、フレイヤが彼の母親であることが判明する。フレイヤは実はヴァン神族の女神であり、オーディンの追放された妻であった。息子のバルドルには憎まれていたが、それでもフレイヤは息子を守ろうとする。
三つ巴となった戦いの結果、フレイヤを助けるためにバルドルを殺害したクレイトスのことを、フレイヤは深く恨んでクレイトスへの復讐を誓うのだった。
ラスト
世界一高い山のある巨人の国「ヨトゥンヘイム」にある巨人の神殿に訪れたクレイトスは、そこで「自身の死」を暗示している壁画を見つける。その後、母親のフェイが巨人であり、アトレウスが「神と人間と巨人」の血を引いていること、アトレウスに母親が付けた名前が「ロキ」であることを、息子に告げる。
ミズガルズに帰還した2人に、ミーミルは「バルドルの死が、ラグナロクの到来を告げる最初の出来事を意味する」と警告する。クレイトス親子は、この先「九界の大変動があり、オーディンとトールを含む多くのアース神族の死をもたらすほどの大きな戦いが起きる」という予言の中心に、自分たちがいることを知るのだった。

## システム
リヴァイアサン（Leviathan Axe）
かつてフルドラ兄弟がフェイに贈った斧で、本作のクレイトスのメイン武器。フェイの死後、クレイトスへと受け継がれる。
フロストトロール20体の叫び声を注いで造られた斧で、刃に冷気を纏って攻撃することが出来るうえ、トマホークやフランキスカのように投げ飛ばし、ミョルニルのように呼び戻すことが出来る。また、仕掛けの特定の部位に突き立てると凍らせて仕掛けを止める事もできる。
ただし、凍てついた死者の国「ヘルヘイム」のヘルウォーカーには攻撃が効かないという弱点もある。
ブレイズ・オブ・カオス（Blades of Chaos）
かつてクレイトスがギリシャの軍神アレスとの誓約で授かった双剣。前作まではメイン武器だったが、本作では中盤から使用可能になるサブ武器となっている。
ギリシャにいた頃にこれで妻と娘を殺し、また「忌まわしき過去の象徴」としてクレイトスの家の床下に隠されていたが、病にかかったアトレウスを救うためにヘルヘイムに行く必要が生じたため、再び用いることになる。
両腕に巻きつけられた伸縮自在の鎖で2本の剣を操る鎖鎌とヨーヨーを合わせたような性質を持つ。またギリシャ世界の冥界「タルタロス」の炎を刃に宿しているため、リヴァイアサンでは傷つけられないヘルヘイムのヘルウォーカーや凍った茨を燃やし、叩き切ることが出来る。
ブロックの手によって10秒間だけだが「冥界の風」の力を保つことも出来る様になる。
守護者の盾（Guardian Shield）
クレイトスがフェイと出会った日に贈られた盾。普段は彼の左腕に折りたたまれた状態で装着している。ガードボタンを押す事により、瞬時に円形の盾に展開する。
リヴァイアサンを投げたり武器を収納している際はこの盾と素手で戦うことになり、レベルアップすることで強力なカウンター攻撃などができるようになる。
スパルタン・レイジ（Spartan Rage）
バルドル戦の途中から使えるようになる。使用するとレイジゲージが消失するまで、強力な徒手格闘で敵を攻撃する。クレイトス自身の力も飛躍的に上昇し、受けるダメージを大幅に軽減させ、少々の攻撃ではびくともしないスーパーアーマー状態になる。
レイジスキルをアップグレードすることで強力な踏み付けや岩を投げ飛ばしたりできるようになる。
レイジゲージは敵に攻撃を加えたり、ステージに落ちているレイジストーンで回復することが出来る。
かぎ爪の弓（Talon Bow）
アトレウスがフェイから授かった弓と矢筒。遠距離の攻撃や敵を気絶状態に追い込むことが出来る。
ゲームの進行が進むと、アルフヘイムの光を宿した「光の矢」や邪竜ハラーズリールの牙を宿した「雷の矢」を撃つことが出来るようになる。
ルーンアタック（Runic Attacks）
本作での魔法に相当するシステム。各地の伝説の宝箱やボス戦の後に入手することが出来る。
リヴァイアサンとブレイズ・オブ・カオスは2種類、かぎ爪の弓は1種類のルーンアタックを装備でき、リヴァイアサンは氷や投げ斧、ブレイズ・オブ・カオスは斬撃や爆破、かぎ爪の弓はオオカミやラタトスクなどの召喚獣による攻撃となっている。

## 登場人物

### 主人公
クレイトス
英語版音声 - クリストファー・ジャッジ / 日本語吹き替え - 三宅健太
主人公。かつて「スパルタの亡霊」の二つ名でギリシャ全土にその名を轟かせた半神半人の戦士。
ギリシャの神々への復讐を終えて自決するも生き延び、流れ着いた北欧で自分を受け入れてくれたフェイとの間にアトレウスをもうける。フェイの死後、アース神族からその身を狙われるようになってしまう。
本作ではギリシャにいた頃より髭が伸びており、腕にはかつての鎖の巻き痕を隠すように包帯で覆っている。
アトレウス
英語版音声 - Sunny Suljic / 日本語吹き替え - 小林由美子
クレイトスの息子。父から神の力を受け継いでいるが、自身の系譜は知らされていない。
まだ未熟な少年ではあるが、両親に教わって身に付けた様々なスキルでクレイトスとともに旅路を切り開いていく。

### 協力者
フルドラ兄弟
かつてミョルニルを造ったことで名を馳せたドワーフの鍛冶師の兄弟。しかしそのミョルニルをトールが虐殺に悪用した事が原因で現在は喧嘩別れしており、お互いに自分の方が腕は優秀だと言い合っている。
本作では武器や防具などの装備は彼らが各地で開いている店でアップグレードしてもらうことになる。サイドクエストや装備にはどちらか片方のみのもある。
ブロック
英語版音声 - Robert Craighead / 日本語吹き替え - 遠藤純一
フルドラ兄弟の兄の方で、青い肌と禿げ上がった頭が特徴。
鍛冶師としての腕前は優秀だが、ぶっきらぼうで口が悪いところがある。だが弟やアトレウスのことを心配する優しさも持ち合わせている。
シンドリ
英語版音声 - Adam J. Harrington / 日本語吹き替え - 川島得愛
フルドラ兄弟の弟の方で、黒髪と小麦色の肌が特徴。
潔癖症で神経質なところはあるものの、鍛冶師としての腕前は高く、言いたい事ははっきり言う性格の持ち主。
フレイヤ
英語版音声 - Danielle Bisutt / 日本語吹き替え - 井上喜久子
かつてヴァン神族の長にしてヴァルキュリアの女王として君臨した女神。現在はとある事情から「森の魔女」としてミズガルズの森の奥深くで暮らしている。
北欧世界の知識や古の魔法に精通しており、ヒルディスヴィーニの一件で出会ったクレイトス達に協力してくれることになる。
ミーミル
英語版音声 - Alastair Duncan / 日本語吹き替え - 多田野曜平
かつてオーディンの相談役を務め、「知の巨人」と謳われた賢者。ありとあらゆる知識に精通している。
オーディンとの対立によりミズガルズで最も高い山の山頂に109年間囚われていたが、クレイトス達に懇願して自らの首を斬り落とさせ、フレイヤの呪術で首だけの状態で蘇生した。以降はクレイトスの腰にぶら下がりながら、旅の案内を務める。
ヨルムンガンド
「世界蛇」と謳われるほどの巨体を誇る大蛇の姿をしたヨトゥン。ミズガルズの「九界の湖」で暮らしている。
その外見とは裏腹に話好きな心優しい性格で、忘れ去られた古代語で喋る。

### 敵対者
バルドル
英語版音声 - Jeremy Davies / 日本語吹き替え - 櫻井トオル
オーディンの息子の一人で、アース神族の光明神。本作のメインヴィラン。体には呪術による刺青が多数刻まれている。
呪術によって痛みを感じない不死身の肉体を得ており、細身ながらクレイトスと互角に渡り合えるほどの怪力を誇る。
オーディンの命を受けてミズガルズへと訪れ、クレイトスとアトレウスを執拗に付け狙う。
マグニ
英語版音声 - トロイ・ベイカー / 日本語吹き替え - 木村雅史
トールの息子の一人で、力を司る神。雷で研ぎ澄まされた大剣を武器とする。
傲慢で自分勝手な性格で、かつてフルングニルの下敷きになった父を助けた話は実際はモージと協力して行ったものだったが、その手柄を独り占めして自分の功績にした過去を持つ。
父の命令で、弟モージと共に叔父バルドルの部下としてミズガルズへ訪れる。
モージ
英語版音声 - ノーラン・ノース / 日本語吹き替え - 竹田雅則
トールの息子。父のミョルニルを模した雷のメイスと堅固な盾を武器とする。
フルングニル騒動での手柄を兄に独占されたことを根に持っている。勇気を司っているものの性格は陰湿かつ慎重・臆病で、弱そうな相手を狙ったり口汚く相手を煽って調子を狂わせるのを好む卑劣漢である。
兄共々問題児として有名なようで、品位を欠いた言動をバルドルに窘められたり、ミーミルからも「ろくでなし」と評されている。
ヴァルキュリア
戦死者の魂をヴァルハラへと導く役割を担う、女王シグルーン率いる9姉妹の女神たち。
本来は霊体の存在だが、現在は肉体を得て堕落してしまっており、各地に封印されてきた。その結果本来ヴァルハラへ行くべき戦死者の魂までもがヘルヘイムへと行ってしまい、満員となったヘルヘイムは冥府として機能しなくなり、死者たちが怪物ヘルウォーカーになり果てる原因を造った。
クレイトス達が見つけると襲いかかってくるが、翼をもぎ取ることで魂を開放できる。
シグルーン
英語版音声 - / 日本語吹き替え - 浅野まゆみ
フレイヤの失脚後、ヴァルキュリアを束ねた女王。かつてミーミルとは恋仲であった。
姉妹たちを各地に封印した張本人であり、本作の裏ボスとして登場する。
スヴァルタリクフール
アルフヘイムに住まう闇のエルフの王。
故郷で神聖視されている「アルフヘイムの光」を独占するために光のエルフ達に戦争を仕掛け、光が祀られているフレイの神殿を占拠していた。光を求めてアルフヘイムに訪れたクレイトス達を、光のエルフに与する侵略者とみなして立ちはだかる。

### 過去のクレイトスの関係者
アテナ
英語版音声 -  / 日本語吹き替え - 魏涼子
ギリシャ神話における知恵の女神で、クレイトスとは異母姉弟にあたる。
クレイトスがゼウス達への復讐を果たす手助けをするも、そのために彼に授けた武器「希望」を、彼が自身に返さずに世界に解き放ったことで決別した。
中盤、アトレウスを助けるため再びブレイズ・オブ・カオスを手に取る覚悟を決めたクレイトスの前に現れる。
ゼウス
英語版音声 - コーリー・バートン / 日本語吹き替え - 壤晴彦
かつてギリシャ全土を支配したギリシャ神話の主神。クレイトスの実父にしてアトレウスの祖父。
かつて自身が父クロノスを滅ぼしたように、今度は自身が息子クレイトスに滅ぼされる運命を恐れて壮絶な死闘を繰り広げるも、「希望」を手にした彼の手によって滅ぼされた。
中盤、ヘルヘイムの「断罪の橋」に訪れたクレイトスの前に彼の幻影が現れる。
船長
クレイトスがギリシャにいた頃、彼の手にかかり運命を狂わされ続けた船乗り。
九界の湖にて、かつて彼に仕えた船乗りの残した宝の地図を入手できる。

### サブキャラクター
フェイ
クレイトスの妻でアトレウスの母。劇中では既に故人であり、物語は「9つの世界で最も高い山から遺灰を撒いてほしい」という彼女の遺言から始まることになる。
生前は弱者を守るために戦う勇敢な女傑であり、リヴァイアサンはかつて彼女が使用していた。同時に賢明で心優しい性格の持ち主で、家族だけでなくフルドラ兄弟など多くの人から慕われていた。
サムール
かつてヨトゥン一の名匠と謳われた石工の巨人。天を衝くほどの壮絶な巨躯を有し、所有する道具も巨大。
自分の跡を継ぐか否かで喧嘩別れした一人息子フリムスルを探してミズガルズを彷徨っているうちにトールと出くわしてしまい、愛用していた魔法の鑿を脳天に突き刺されて殺された。遺体はニョルズを信奉する村の上に倒れこみ、最後の吐息で村を含めた一帯を凍結させた。終盤にとある事情から復活してクレイトスらの前に立ち塞がる。
ヒルディスヴィーニ
ヴァナヘイム出身の魔法の猪で、フレイヤの友人。現在はミズガルズでフレイヤと共に暮らしている。
長い間故郷に帰れなかったことに加え高齢の影響で変身能力を失い、思考も普通の猪に近づきつつある。
クレイトスとアトレウスは、誤って彼を射てしまったことでフレイヤと出会うことになる。
アンドヴァリ
ブロックの悪友で、錬金術に長けたドワーフ。
邪悪な研究をし続け、古の民から心臓を抜き取ったソウルイーターを誕生させるも、そのソウルイーターの暴走で仲間たち諸共殺害されてしまった。
ブロックからの依頼で、彼の遺産を探し出すサイドクエストがある。
ファヴニール
かつて世界中を駆け巡り多くの宝を収集したドワーフで、シンドリやミーミルとは旧知の仲。
シンドリやミーミルも呆れるほどに強欲で、フレイヤの魔法の鏡を盗んだことでドラゴンに姿を変えられてしまい、ミズガルズで鎖に繋がれている。
サイドクエストの一つで、彼と同じくドラゴンのオッタル、レギンの3頭の鎖を解くクエストがある。
イーヴァルディ
かつてドワーフの中でも屈指の名匠と言われた発明家。
その才能故にオーディンと敵対し、ニヴルヘイムへと亡命した。
モートソグニル
イーヴァルディの息子の一人で、ミズガルズの都市ウェイサーガルズとコヌンスガルズを支配したドワーフ王。
神と対立した父の末路を見てきたことから、伝説の鎧ドヴェグラーシーカーを完成させようとし、ドラゴンなど多くの魔物を都市内に捕らえ、多くの民を犠牲にした。
ヴァンドリド
ミズガルズで一大勢力を誇ったヴァイキング「ハラーズ・ファーマン」の首領。
育ての親である祖父を殺した父を憎み、ファヴニールの貯蔵庫に盗みに入った際に彼を殺し首領の座を奪った。
シンドリからの依頼で、彼がファヴニールの貯蔵庫から盗んだ砥石を探し出すクエストがある。
グルヴェイグ
生前はセイズ呪術に長けた魔女。
敵によって殺害された後、遺体はバラバラにされて九界の湖に沈められた。
彼女の婚約者の亡霊からその遺骨の捜索を依頼されるサイドクエストがある。
フリッグ
フレイヤがアース神族から呼ばれていた名。
トール
アース神族の雷神でマグニとモージの父。本作では直接登場しない。
実の息子たちからも恐れられるほどに残虐非道な悪神で、フルドラ兄弟の造ったミョルニルで多くのヨトゥンを殺害し、父オーディンのヨトゥン迫害に貢献した。
異母兄弟のバルドルには深い信頼を寄せており、彼の元に部下として息子たちを遣わせた。
オーディン
「万物の神」と謳われる主神。バルドルの父。本作では直接登場しない。
ラグナロクでの己の運命の改変と同時に全ての世界を支配しようとする野望を持ち、そのためにヨトゥン達の予知能力を狙っており、彼らを徹底的に迫害した。
テュール
アース神族の軍神（ゴッド・オブ・ウォー）で、劇中では既に故人。
暴虐な悪神である同胞たちとは違い、生前は平和を愛する善神として多くの種族から愛された。また旅好きな神でもあり、ギリシャやエジプト、日本やアステカにも訪れていたことが明かされる。

## 評価
様々なメディアによるレビューを集めたメタスコアは95点を獲得している。
The Game Awards 2018ではゲーム・オブ・ザ・イヤー、ベストゲームディレクションを受賞。またベストナラティブ（物語）、ベストアートディレクション等にもノミネートされた。